# شركة سباهان للنفط
شركة سباهان للنفط، (بالفارسية: شرکت نفت سپاهان) باختصار (SOC) التي أنشئت في عام 2002، هي شركة مستقلة لتكرير النفط مقرها في طهران مع مرافق التكرير التابعة لها في أصفهان. في عام 2013، بدأت شركة نفط الجنوب بتقديم أسهم في بورصة طهران للأوراق المالية. شركة سباهان للنفط هي الآن أكبر منتج لزيت القاعدة في الشرق الأوسط مع قدرة الإنتاج السنوية لأكثر من 700,000 طن متري. تحت اسم العلامة التجارية إس بي دي (SPD)، والشركة هي واحدة من المنتجين الرئيسيين للديزل وزيوت المحركات في الشرق الأوسط كذلك.

## منتجات
وتشمل المنتجات الأولية لشركة سباهان للنفط زيت المحرك، زيوت التشحيم الصناعية، زيت تروس السيارات وشحم التزليق ومضاد التجمد، برافين، وسلاكواكس الثقيلة، فضلا عن زيت القاعدة SN500.

## شهادات
وقد منحت الشركة على الصعيدين الوطني والدولي. وقد حازت على جائزة أفضل مصدر في إيران في عام 1383 (2004) مـ و1386 (2007) مـ و1390 (2011) مـ و1391 (2012) مـ وفي عام 1393 (2014) مـ، وكذلك جائزة إيران الأفضل الصناعية في عام 1383 (2004) مـ. كما تم الإعلان عن فوزه «بالجائزة الذهبية للجودة والأعمال التجارية» في عام 2007 مـ (جنيف، سويسرا)، فضلا عن «الجائزة الذهبية للجودة - جائزة الألفية الجديدة» في عام 2007 مـ (باريس، فرنسا) وجائزة الجودة الممتازة من مجموعة إكس في كندا في عام 2014 مـ والأكاديمية الدولية لمراقبة المخاطر أكاديمية (IRCA's) شهادة نجمتين للعام 2015-2016 مـ كأول شركة في إيران.
ومنحت على الصعيد الوطني لأنشطتها الصديقة للبيئة في السنة التقويمية الإيرانية لعام 1393 (2014)، كما حصلت شركة سباهان للنفط على شهادة أيزو 9001 وأيزو/آي إي سي 16949 وأسس 18001 وأيزو/آي إي سي 29001 وأيزو 14001 وكذلك أيزو/آي إي سي 17025. وقد نجحت أيضا للمرة الأولى في الحصول على الشهادة الوطنية الإيرانية لحماية حقوق المستهلكين في عام 2016.